# 할리스

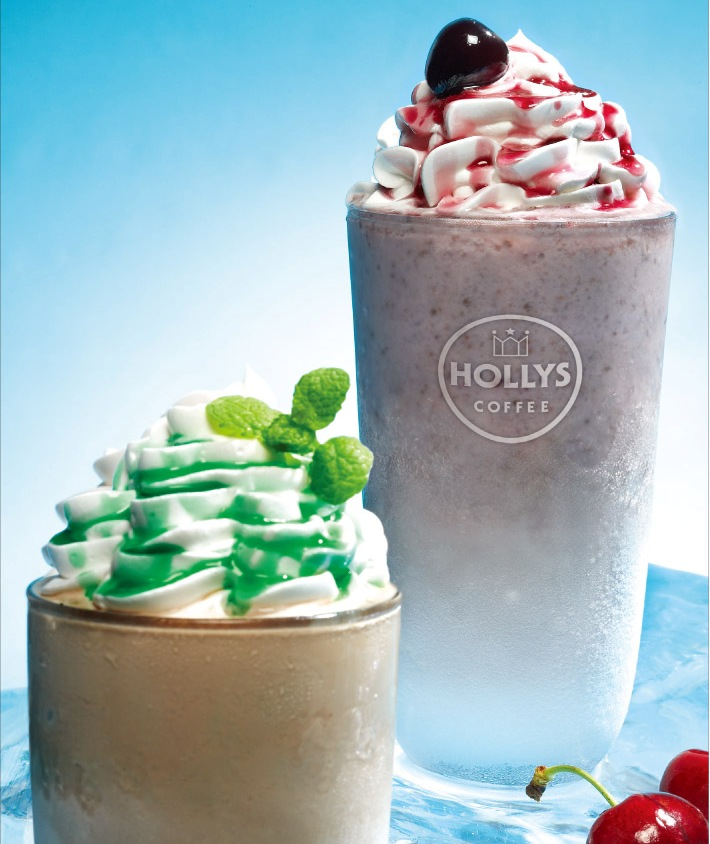

할리스는 1998년 6월 서울 강남에 한국 최초의 에스프레소 전문점을 오픈한 커피 브랜드이다. 독자적인 로스팅 기법으로 한국인의 입맛에 맞춘 커피로 고객들의 사랑을 받아 현재 국내에 500여 개의 매장을 운영하고 있고, 2024년 5월에는 일본으로 진출하여 글로벌 카페 브랜드로 도약 중이다.

## 연혁
1998년 6월 서울특별시 강남구 강남역 근처에 처음 오픈하였다. 2003년에 극장 업체인 프리머스가 인수하면서 빠르게 성장하기 시작하였고, 2005년 2월 1일 주식회사 할리스에프앤비가 설립되었고,
2005년과 2006년에는 한국일보가 주관하는 '고객서비스 만족대상'을 받았다. 2007년에는 말레이시아 쿠알라룸푸르에 1호점을 오픈하면서 해외 시장 진출에 나섰으며, 2008년에는 로스앤젤레스에도 지점을 오픈했다.
이 후로 현재까지 많은 글로벌 지점들을 오픈하고 있다. 2010년에는 페루 리마 1호점을 오픈, 2011년에는 필리핀 ‘마닐라점’을 오픈, 2012년에는 중국 ‘심천 1호점’, ‘북경 1호점’을 오픈하였다. 계속해서, 2013년에는 '태국 방콕 1호점'을 오픈하였으며, 2014년에는 베트남 마스터 프랜차이즈와 체결하였으며 2017년에는 100호점을 오픈하였다.

## 매장 지역별 점포수

#### 시도별 점포수
2025년 현재 기준으로 삼는다.
| 광역 자치      | 기초 자치 점포수 | 총계    |
| -------------- | --- | ------- |
| 서울특별시     | 강남구(15), 강동구(5), 강북구(1), 강서구(4), 관악구(4), 광진구(4), 구로구(7), 금천구(3), 노원구(5), 동대문구(1), 동작구(7), 마포구(10), 서대문구(5), 서초구(8), 성동구(3), 성북구(1), 송파구(8), 양천구(5), 영등포구(7), 용산구(5), 은평구(2), 종로구(9), 중구(9), 중랑구(2)                   | 125개점 |
| 부산광역시     | 중구(2), 서구(3), 동구(1), 강서구(1), 부산진구(3), 동래구(2), 남구(2), 북구(1), 해운대구(4), 사하구(2), 금정구(1), 강서구(1), 연제구(1), 수영구(1), 사상구(1), 기장군(3) | 34개점  |
| 대구광역시     | 달서구(4), 동구(2), 북구(5), 서구(6), 중구(2), 군위(2) | 20개점  |
| 인천광역시     | 남동구(2), 동구(2), 미추홀구(1), 부평구(2), 서구(3), 연수구(6), 중구(3) | 19개점  |
| 광주광역시     | 광산구(4), 동구(2), 북구(4), 서구(3) | 13개점  |
| 대전광역시     | 동구(1), 서구(6), 유성구(6), 중구(1) | 14개점  |
| 울산광역시     | 남구(7), 북구(2), 중구(3), 울주군(2) | 14개점  |
| 경기도         | 고양시(11), 과천시(1), 광명시(1), 구리시(2), 군포시(3), 김포시(7), 남양주(6), 부천시(5), 성남시(7), 수원시(7), 시흥시(4), 안산시(2), 안성시(4), 안양시(3), 양주시(1), 여주시(1), 오산시(5), 용인시(1), 의왕시(1), 의정부(3), 이천시(5), 파주시(2), 평택시(7), 하남시(1), 화성시(10), 양평군(1) | 94개점  |
| 강원특별자치도 | 강릉시(2), 양양군(1), 속초시(2), 원주시(5), 동해시(2), 춘천시(1), 홍천군(3), 인제군(1) | 17개점  |
| 충청북도       | 청주시(12), 진천군(1), 괴산군(1), 옥천군(2), 단양군(1) | 17개점  |
| 충청남도       | 천안시(6), 공주시(4), 계룡시(1), 아산시(2), 당진시(2), 논산시(1), 홍성군(3), 예산군(1), 서천군(1) | 21개점  |
| 전북특별자치도 | 전주시(12), 군산시(5), 익산시(3), 김제시(1), 남원시(2), 고창군(1), 부안군(2), 완주군(1) | 27개점  |
| 전라남도       | 나주시(1), 목포시(2), 무안군(1), 순천시(3), 광양시(1), 보성군(2) | 10개점  |
| 경상북도       | 칠곡군(1), 성주군(3), 구미시(6), 김천시(1), 문경시(1) | 12개점  |
| 경상남도       | 김해시(2), 양산시(2), 밀양시(1), 창원시(8), 거제시(1), 진주시(4), 사천시(2) | 20개점  |
| 제주특별자치도 | 제주시(5) | 5개점   |

## 같이 보기
- KFC